# Cazals (Lot)
Cazals is een gemeente in het Franse departement Lot (regio Occitanie) en telt 627 inwoners (2005). De plaats maakt deel uit van het arrondissement Cahors.

## Geografie
De oppervlakte van Cazals bedraagt 10,5 km², de bevolkingsdichtheid is 59,7 inwoners per km².

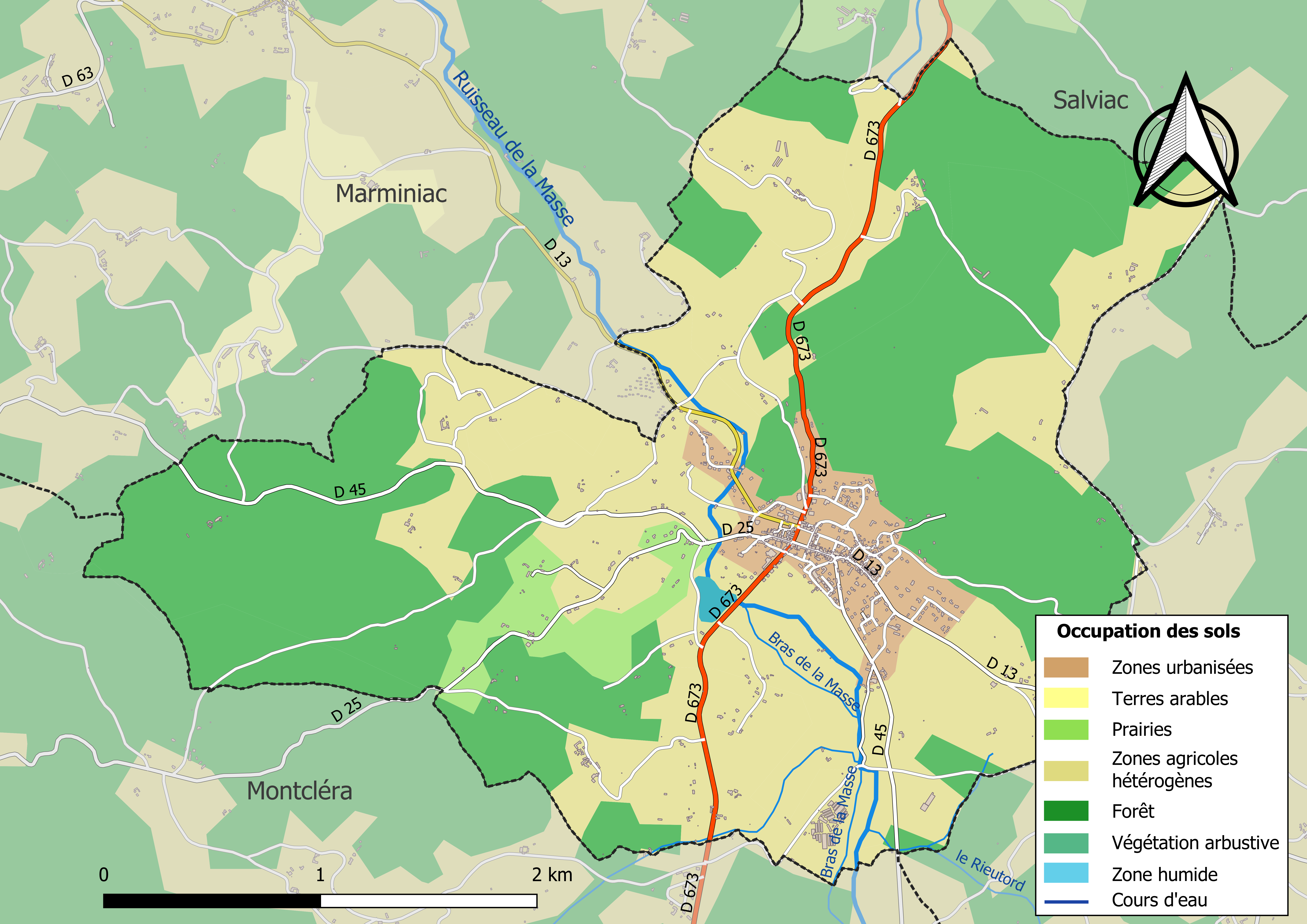
Kaart van de gemeente met de belangrijkste infrastructuur, bodemgebruik en omliggende gemeenten

## Demografie
Onderstaande figuur toont het verloop van het inwonertal (bron: INSEE-tellingen).

1. ↑  Populations de référence 2022.